# 埃米利娅·福尔凯里奥
埃米利娅·福尔凯里奥（西班牙語：Emilia Forcherio，1995年2月16日—），阿根廷女子曲棍球运动员，2020年夏季奥林匹克运动会女子银牌得主、2022年世界杯女子曲棍球赛银牌得主。